# توری تریس

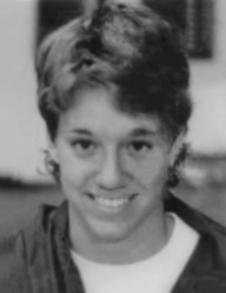
توری تریس - ۱۹۸۴

توری تریس (به انگلیسی: Tori Trees) (زادهٔ ۶ ژوئن ۱۹۶۵) شناگر اهل ایالات متحده آمریکا است.